# Home Ball
 (janvier 2024).
 (janvier 2024).
La mise en forme du texte ne suit pas les recommandations de Wikipédia : il faut le « wikifier ».
Les points d'amélioration suivants sont les cas les plus fréquents :
- Les titres sont pré-formatés par le logiciel. Ils ne sont ni en capitales, ni en gras.
- Le texte ne doit pas être écrit en capitales (les noms de famille non plus), ni en gras, ni en italique, ni en « petit »…
- Le gras n'est utilisé que pour surligner le titre de l'article dans l'introduction, une seule fois.
- L'italique est rarement utilisé : mots en langue étrangère, titres d'œuvres, noms de bateaux, etc.
- Les citations ne sont pas en italique mais en corps de texte normal. Elles sont entourées par des guillemets français : « et ».
- Les listes à puces sont à éviter, des paragraphes rédigés étant largement préférés. Les tableaux sont à réserver à la présentation de données structurées (résultats, etc.).
- Les appels de note de bas de page (petits chiffres en exposant, introduits par l'outil «  Source ») sont à placer entre la fin de phrase et le point final[comme ça].
- Les liens internes (vers d'autres articles de Wikipédia) sont à choisir avec parcimonie. Créez des liens vers des articles approfondissant le sujet. Les termes génériques sans rapport avec le sujet sont à éviter, ainsi que les répétitions de liens vers un même terme.
- Les liens externes sont à placer uniquement dans une section « Liens externes », à la fin de l'article. Ces liens sont à choisir avec parcimonie suivant les règles définies. Si un lien sert de source à l'article, son insertion dans le texte est à faire par les notes de bas de page.
- La présentation des références doit suivre les conventions bibliographiques. Il est recommandé d'utiliser les modèles {{Ouvrage}}, {{Chapitre}}, {{Article}}, {{Lien web}} et/ou {{Bibliographie}}. Le mode d'édition visuel peut mettre en forme automatiquement les références.
- Insérer une infobox (cadre d'informations à droite) n'est pas obligatoire pour parachever la mise en page.

Pour une aide détaillée, merci de consulter Aide:Wikification.
Si vous pensez que ces points ont été résolus, vous pouvez retirer ce bandeau et améliorer la mise en forme d'un autre article.
Le Home Ball regroupe trois pratiques sportives de ballon se jouant dans un équipement clos et doté de cibles, créé en 2011. Dans chacune de ces pratiques (Home Ball Hand, Home Ball Foot et Home Ball Hand Fauteuil), deux équipes s’affrontent et ont pour objectif de marquer dans les cibles jaunes du camp adverse afin d’obtenir plus de points que son adversaire.
Ces sports émergents s'adressent à un large public pouvant aller des jeunes aux seniors. L'équipement étant clos, la surface du terrain est relativement restreinte ce qui permet à tous les publics même les moins sportifs, de pouvoir s'exprimer à travers des pratiques accessibles.

## Historique
Le Home Ball a été créé en 2011 par Dominique Desbouillons, quincailler du village de La Haye-Pesnel, a partir d'une idée initialement développée chez lui pendant deux ans. Le Home Ball a dans un premier temps donné naissance à deux pratiques sportives : le Home Ball Hand et le Home Ball Foot. Ce n’est que quelques années plus tard que la pratique du Home Ball Hand Fauteuil voit le jour. 
Depuis, les pratiques sportives Home Ball sont pratiquées en tous lieux, tel que dans les campings, les parcs de loisirs, les complexes sportifs indoor et oudoor ainsi que dans les écoles. Des clubs se développent sur le territoire français et une fédération est créée.

## Équipement

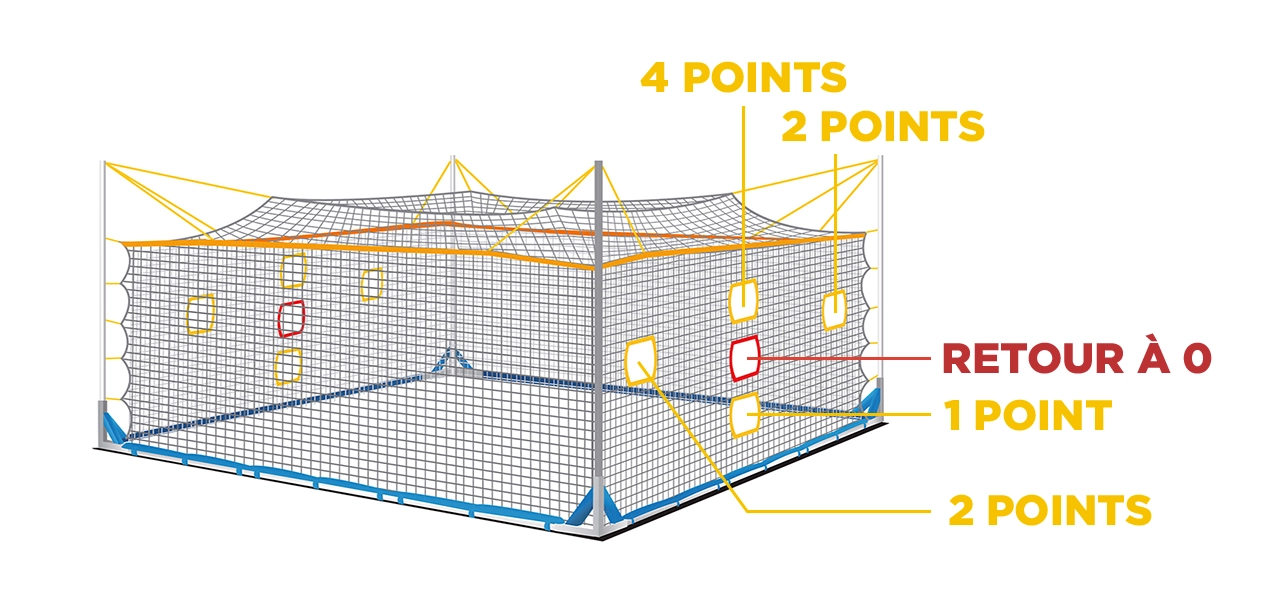
Terrain Home Ball avec valeur des cibles.

Un équipement Home Ball est terrain fermé par un filet et composé de deux camps munis de cinq cibles chacun (quatre cibles jaunes, une cible rouge). Le nombre de joueurs composant chaque équipe dépend de la dimension du terrain de Home Ball utilisé ainsi que de la pratique choisie. Il existe trois dimensions de terrain : 4,50 × 4,50 m, 6,50 × 6,50 m, 8,50 × 8,50 m.
Les ballons officiels Home Ball utilisés ont été spécialement conçus pour les pratiques.

## Pratiques sportives

### Home Ball Hand
La pratique sportive du Home Ball Hand est inspirée du handball dans laquelle deux équipes s'affrontent avec pour objectif de marquer plus de points que son adversaire. La pratique se joue à 2 contre 2 dans un terrain 4,50 × 4,50 m, 3 contre 3 dans un terrain 6,50 × 6,50 m et 4 contre 4 dans un terrain 8,50 × 8,50 m. Toucher le ballon avec son pied est interdit.

### Home Ball Foot
La pratique sportive du Home Ball Foot est inspirée du football dans laquelle deux équipes s'affrontent au pied avec pour objectif de marquer plus de points que son adversaire. La pratique se joue à 1 contre 1 dans un terrain 4,50 × 4,50 m, 2 contre 2 dans un terrain 6,50 × 6,50 m et 3 contre 3 dans un terrain 8,50 × 8,50 m. L'utilisation du ballon à la main est interdite.

### Home Ball Hand Fauteuil
La pratique sportive du Home Ball Hand Fauteuil est inspirée du handi basket dans laquelle deux équipes s'affrontent avec pour objectif de marquer plus de points que son adversaire. La pratique se joue à 1 contre 1 dans un terrain 4,50 × 4,50 m, 2 contre 2 dans un terrain 6,50 × 6,50 m et 3 contre 3 dans un terrain 8,50 × 8,50 m. Cette pratique se joue uniquement en fauteuil roulant pour permettre aux valides et non valides de pratiquer ensemble.

## Règles du jeu
- Le match dure 5 minutes, divisé en deux périodes de 2 minutes et 30 secondes).
- L'équipe doit marquer le plus de points possibles dans les cibles jaunes du camp adverse pour gagner.
- La cible jaune du haut rapporte 4 points.
- Les cibles jaunes latérales rapportent 2 points.
- La cible jaune du bas rapporte 1 point.
- La cible rouge remet le score de l’équipe à avoir touché le ballon en dernier à zéro.
- Les contacts sont interdits.
- 5 secondes maximum balle en main.
- Une passe obligatoire avant de pouvoir tirer à l’engagement.

## Compétitions officielles
Plusieurs éditions du Championnat de France de Home Ball ont eu lieu ces dernières années :
| Édition | Lieu                       |
| ------- | -------------------------- |
| 2016    | Ponts-sous-Avranches       |
| 2018    | Équeurdreville-Hainneville |
| 2019    | Granville                  |
| 2022    | Flers                      |

## Distinction
- En 2016, Home Ball reçoit un Sett d'or de l'Innovation au salon des équipements et techniques du tourisme (SETT), qui se déroule à Montpellier[7].
- En 2019, Home Ball est finaliste du prix de l’innovation lors du salon des maires et des collectivités, dans la catégorie sport - loisirs[8].